# روبية شرق أفريقيا
روبية شرق أفريقيا كانت العملة المتداولة في المستعمرات والمحميات البريطانية في شرق أفريقيا خلال الفترة ما بين عامي 1906 و1920. كانت روبية شرق أفريقيا مقسمة إلى 100 سنت، وقد حلت محل الروبية الهندية التي كانت متداولة سابقًا، ولكن في عام ١٩٢٠،استُبدلت روبية شرق أفريقيا بعملة فلورين شرق أفريقيا، والذي استمر تداوله لفترة وجيزة، قبل أن يُستبدل بدوره بعملة شلن شرق أفريقيا. كانت عملة روبية شرق أفريقيا أول عملة في العالم يُسكّ منها عملة معدنية مصنوعة من الألومنيوم، وهي عملة 1 سنت التي صدرت عام 1907.

## الإصدارات

### العملات المعدنية المسكوكة
صدرت أولى العملات المعدنية من روبية شرق أفريقيا في عام 1906، وكانت من فئتي 25 سنت و50 سنت، وكانت مصنوعة من الفضة. وفي عام 1907، طُرحت للتداول عملات معدنية جديدة من فئة 1 سنت، والتي كانت مصنوعة من الألومنيوم، وفئة 10 سنتات، والتي كانت مصنوعة من النحاس والنيكل، قبل أن يُستبدل النيكل والنحاس بالألومنيوم في عام 1909. وفي عام 1908 صدرت عملة معدنية مصنوعة من الألومنيوم من فئة نصف سنت، ثُم في عام 1913 صدرت عملة معندية أخرى مصنوعة من النحاس والنيكل من فئة 5 سنتات.

### النقود الورقية
طرحت حكومة محمية شرق أفريقيا أولى إصدارات العملات الورقية من روبية شرق أفريقيا في عام 1906، وكانت من فئات 5 روبية، و10 روبية، و20 روبية، و40 روبية، و100 روبية، و500 روبية شرق أفريقية. وفي عام 1920، أصدر مجلس النقد في شرق أفريقيا عملات ورقية من فئة روبية واحدة قبل أن يتم استبدال روبية شرق أفريقيا بفلورين شرق أفريقيا بفترة وجيزة.